# Looc (Romblon)
Looc (Bayan ng Looc) är en kommun i Filippinerna. Kommunen tillhör provinsen Romblon och ligger på ön med samma namn. Folkmängden uppgår till 19 898 invånare.
Looc är indelat i 12 barangayer.